# تپه چوار
تپه چوار در چوار، پاسگاه سابق نیروی انتظامی واقع شده و این اثر در تاریخ ۲۷ بهمن ۱۳۸۲ با شمارهٔ ثبت ۱۱۰۱۱ به‌عنوان یکی از آثار ملی ایران به ثبت رسیده است.